# 자크 두프레
자크 뒤프레(Jacques Dupré, 1773년 2월 12일, 루이지애나주 뉴올리언스 ~ 1846년 9월 14일, 루이지애나주 오프루사스)은 미국의 정치인으로 제8대 루이지애나주 주지사이다.

## 경력
- 1816 ~ 1817 제2대 루이지애나 하원의원
- 1823 ~ 1825 제6대 루이지애나 하원의원
- 1828 ~ 1846 제9~17대 루이지애나 상원의원
- 1830 ~ 1830 제8대 루이지애나 상원의장
- 1830.01 ~ 1831.01 제8대 루이지애나 주지사